# La Parada (Herba-savina)
La Parada és un paratge de camps de conreu del terme municipal de Conca de Dalt, a l'antic terme d'Hortoneda de la Conca, al Pallars Jussà, en territori que havia estat del poble d'Herba-savina. És al sud-oest d'Herba-savina, a la dreta del riu de Carreu, i al nord del Camí de Carreu. És al nord-est de la Font de les Trilles, a llevant del Tros de Llinars, al sud-est del Clot de Planers i de la Coma de Planers i a ponent de les Llaus.